# Жан Бек
Жан Бек (на люксембургски: Jean Back) е люксембургски държавен служител, фотограф и писател на произведения в жанра драма, пътепис и мемоари. Пише на люксембургски и немски език.

## Биография и творчество
Жан Бек е роден на 5 декември 1953 г. Дюделанж, Люксембург. Завършва средно образование в мъжкия лицей в Еш сюр Алзет. След дипломирането си става държавен служител, първо в Министерството на труда, а след това в Министерството на културата. В периода 1989 – 2016 г. е директор на Националния аудиовизуален център в Дюделанж.
Заедно с работата си се занимава с фотография, като през 1989 г. организира фотографската изложба „Lieux et Portraits du Bassin minier“ (Места и портрети на минния басейн). В сътрудничество с националния орган за защита на паметниците инициира изграждането на музей в замъка Клерво, който отговаря на международните стандарти за изложба и съхранение на историческа фотография. Освен това се интересува от живопис и литература, като също пише и романи.
Първият му роман „Wollekestol“ (Облачно небе) е издаден през 2003 г. В него представя историята на семейство през 50-те години въз основа на собствените си преживявания в детството, а романът е в знак на почит към родния му град и неговата стоманена индустрия.
През 2009 г. е издаден романът му „Аматьор“. Главният герой на романа попада през 2007 г. на къс разказ написан от него през 1971 г. като осемнадесетгодишен ученик в мъжкия лицей. Той го пренаписва добавяйки любовна история с младо момиче от Германия, което е много по-опитно в сексуално отношение от него. В романа писателят прилага сложната композиция на „полилога“ (комбиниран диалог). Книгата получава наградата за литература на Европейския съюз за 2010 г.
През 2018 г. е отличен с наградата на Европейския парламент за разказа „Европейски облак“.
Той е член на Института за изкуства и литература на Люксембург от 2018 г. Той е член-основател и член на борда на директорите на Сдружението на писателите, основано през 2020 г.
Жан Бек живее със семейството си в Люксембург.

## Произведения
- Wollekestol (2003)
- Mon amour schwein (2007)
- Amateur (2009)
Аматьор, изд. „Балкани“ (2012), прев. Владимира Вълкова
- Wéi Dag an Nuecht (2012)
- Karamell (2014)
- Zalto mortale – Dräi Monologen (2015)
- Iesel (2017)
- Trakl Blues (2017)
- Kreuz und mehr. Reisen ins Himmelblau & ein Weihnachtsmärchen (2018) – спомени и пътеписи за Порто, Берлин, Италия, Македония и Албания
- De Schapp beim Wal (2020)
- L'arc di Marianna (2020)